# 消失的地平线
《消失的地平線》（英語：Lost Horizon）是一部英國小說，詹姆斯·希爾頓於1933年4月推出這部作品，並曾被法蘭克·卡普拉翻拍成同名电影。这被人们广为记住是香格里拉的起源，一个小说里在西藏高山上的乌托邦。
四川、云南、西藏等的多个地区宣称自己就是小说中所说的香格里拉。2001年年底，国务院正式批准云南省迪庆州府所在地中甸縣更名为香格里拉县。

## 情节
书中的主题是反思一场毁灭性的世界大战之可能。
在开头和结尾，作者解释了有十一个章节的起源。这里面的主人公是一个神经学家。他是英国外交部的老手，他找到了一个宁静有爱有目标感的地方，香格里拉，那儿的人们有着无法想象的长寿。
这个神经学家和他的作家朋友Rutherford被他们在学校的朋友现在在英国外交院的秘书Wyland邀请，在柏林吃晚饭。一个路过的飞行员让他们开始讨论奇怪失踪的Hugh Conway，(在阿富汗的英国领事)那天晚上，Rutherford告诉了那个主人公，在Conway失踪后，他在一家中国重庆医院找到了饱受失忆痛苦的Conway。后来Conway恢复了记忆并告诉Rutherfor他的故事然后悄悄溜走了。
Rutherford写下了Conway的故事而且把手稿给了那个神经学家，于是这份手稿成为了这部小说的主要内容，故事從而開始。
在1931年的五月，在印度被英国统治的期间，八十个住在Baskul的白人居民因为一场革命被释放去白沙瓦。在印度大君的飞机上，有领事Conway，年轻的副领事Mallinson，一个美国人Barnard和一个英国传教士Brinklow小姐。飞机出了事故并飞向了西藏。 在坠落之后，飞行员死了，但其他乘客都活了下来并在附近的香格里拉喇嘛庙找了一个住处。 Conway并不知道他们准确的位置但是他相信他们飞机飞过了喜马拉雅并朝向了昆仑山。
他们四个人被喇嘛庙的懂英语的圣职志愿者Chang带去了一个聚会。这个喇嘛庙很现代，有中央空调、浴缸、图书馆、大钢琴、大键琴和山下峡谷里的食物。Mallinson急着找人搬东西然后离开但是Chang礼貌的叫他推迟。另外一些人最终决定留下。因为Brinklow小姐将去教这里的人们原罪，Barnard想找找这里的金矿而Conway觉得这的生活很适合他。
另一个圣职志愿者，看上去很年轻的小姐Lo-Tsen不会说英文但是会表演大键琴。Mallinson和Conway都爱上了她。这本书明确指出，因为引起战争，人们將面对大量死亡，所有珍贵的东西都面临遗失的危险，就像罗马帝國丢失的历史记录。这本书被希望通过放大暴力，香格里拉会保护它的居民并把他们在一个疲倦于战争的世界释放。这是喇嘛庙真实的目的，学习、内心的和平、长寿是附加的好处。

## 文化上的意义
作为“Pocket Books”第一次配本中的一册而出版的，在二十世纪三十年代卖得相当好，作为掀起了平装书革命的书，经常被谈及。
到了六十年代，已经刊行了数百万部，因此成为了二十世纪中最有人气的小说之一。
美国总统富兰克林·罗斯福的在马里兰州的别墅也以“香格里拉”为名（后改名为戴维营）。
在一九四二年时从美国的航母上来袭击日本本土的杜立特空袭时，罗斯福也曾戏言说是“这些飞机是从香格里拉来的”。航空母舰香格里拉号的名字也由来于此。
《消失的地平线》也对之后的冒险、科幻、恐怖作品有着影响。